# Julianabrug (Geldermalsen)
De Julianabrug in Geldermalsen is een brug die deze plaats met Buren en Erichem verbindt. De brug overspant de Linge. Aan Burense zijde gaat de Prinses Julianaweg, die over de brug loopt, over in Erichemsekade.
Onder de brug bevindt zich een stuw, waardoor het gevaarlijk is om in de buurt van de brug te zwemmen. Door de stuw is de Linge stroomopwaarts van de brug niet meer bevaarbaar (er is geen sluizencomplex aanwezig). In 2016 is een vispassage langs de stuw aangelegd.
In 1933 werd de brug geopend door Prinses Juliana als betere verbinding tussen Geldermalsen en Buren. De brug werd naar de prinses vernoemd, alsmede de weg die vanaf de Lingedijk naar de brug loopt. In de Tweede Wereldoorlog werd de brug vernield, maar later vernieuwd.